# Station Shepperton
Shepperton is een spoorwegstation van National Rail in Shepperton, Spelthorne in Engeland. Het station is eigendom van Network Rail en wordt beheerd door South Western Railway. 